# MUSIC STATION
《MUSIC STATION》（日语： Myūjikku sutēshon */?）是日本朝日電視台的音樂直播節目，自1986年10月24日起於日本時間每星期五晚间播出。該節目在日本經常被簡稱為或。現任主持人為塔摩利，副主持人為朝日電視台主播鈴木新彩。由於節目內容以日本流行音樂為主，在日本以外地區亦有播出。

## 沿革
《MUSIC STATION》是每週播放一小時的音樂節目，與美國的《TRL》和英國的《Top of the Pops》節目形式上相似，均是形形色色的演出，提供歌曲排名和其他小單元的節目。許多日本歌手和組合都選擇在《MUSIC STATION》首次公開演出。《MUSIC STATION》亦有許多世界級的歌手曾經在節目中演出，包括Avril Lavigne、Katy Perry、Lady Gaga、Mariah Carey、Beyoncé、Maroon 5、U2、Oasis、Greenday、Taylor Swift和Red Hot Chili Peppers等等。
《MUSIC STATION》現任主持人為田森，他自1987年起擔任該節目的主持，至今已主持超過1000集；而他的招牌墨鏡打扮更多次被多位嘉賓歌手模仿。副主持人則經過多次更換，在1996年4月起固定由朝日電視台的新進播報員擔任，現由鈴木新彩擔任。

## 節目單元
節目內包含數種不同的小單元，以下依單元在節目中的出現順序進行介紹。

### BIRTH YEAR SONGS
2010年2月19日起播出（日本時間），選出某年某月的某週播放當週的單曲排名，讓相同月分出生的人說出他們對歌手或歌曲的第一印象與看法。
此單元目前是放在開場歌手演出完畢時播放。

### MUSIC QUESTION?
2009年10月16日起播出（日本時間），製作單位會向觀眾募集與音樂或歌手相關的問題並向歌手提問。原先是預錄好以影片形式播出，現在則融入節目慣例的交談環節，由副主持人在節目當中向嘉賓提問。
此單元目前是放在 BIRTH YEAR SONGS 之後，各組歌手上台準備前的交談當中。

### SINGLE RANKING BEST10
此單元揭示每星期銷量最高的十支單曲唱片。這排行榜與Oricon銷量榜有所不同，Oricon計算由每週的星期一至星期日銷量，而SINGLE RANKING BEST10則計算由每週星期五至下一星期的星期四銷量，這與節目的播放天一致。這單元自1989年啟播開始，已經幾乎每集都會出現。如果歌手的單曲銷量打破自己或全球銷售紀錄，通常都會於節目中演出。
此單元目前是放在 BIRTH YEAR SONGS 之後的一到兩組歌手演出完畢時。
| 年度   | 曲名                     | 歌手名                              |
| ------ | ------------------------ | ----------------------------------- |
| 1995年 | TOMORROW                 | 岡本真夜                            |
| 1996年 | LA·LA·LA LOVE SONG       | 久保田利伸&娜歐蜜·坎貝兒            |
| 1997年 | CAN YOU CELEBRATE?       | 安室奈美惠                          |
| 1998年 | 夜空的彼方               | SMAP                                |
| 1999年 | Automatic                | 宇多田光                            |
| 2000年 | TSUNAMI                  | 南方之星                            |
| 2001年 | Can You Keep A Secret?   | 宇多田光                            |
| 2002年 | H                        | 濱崎步                              |
| 2003年 | 世界上唯一的花           | SMAP                                |
| 2004年 | 花                       | 橘子新樂園                          |
| 2005年 | 青春Amigo                | 修二與彰                            |
| 2006年 | Real Face                | KAT-TUN                             |
| 2007年 | 化為千風                 | 秋川雅史                            |
| 2008年 | truth/前往風的彼方       | 嵐                                  |
| 2009年 | Believe/烏雲散去、天氣晴 | 嵐 / 矢野健太 starring Satoshi Ohno |

### Young Guns
2005年2月18日起播出（日本時間），之後採不定期播放。本單元會邀請近期較活躍的新進歌手或樂隊出席。自2012年5月4日起改以網路節目的形式，使用 Young Guns on the Web 之名義於YouTube官方頻道播出。

## 特別節目

### 春、秋季特別節目
每年春季（三、四月）及秋季（九、十月)電視節目改組時期會請六到七組藝人來參與現場直播三小時（日本時間19:00~21:48）的特別節目。

### 冬、夏季特別節目
每年冬季（一月初）及夏季（六月底七月初）會錄影播出兩小時（日本時間20:00~21:48）的特別節目，內容包含過去的交談經典畫面或單曲排行榜。但因為是不邀請嘉賓，只有主持人作簡單評論的形式，故海外多不引進。

### MUSIC STATION SUPER LIVE
自1992年起，每年聖誕節的當週或前一週的週五舉行，會在所租借的場館開 MUSIC STATION SUPER LIVE 演唱會，並以現場直播的形式播出。至2011年已屆滿廿年，節目拍攝目前位於東京市郊的千葉縣幕張展覽館。
從第一次撥出的2小時30分（1992~1993）、3小時（1994）、2小時45分（1995）、3小時45分（1996~2002）、4小時5分（2003）、4小時10分(2004~現在)，逐年增加播出時間。
2019年起和九月播放的特別節目「MUSIC STATION ULTRA FES」合併舉行為『MUSIC STATION ULTRA SUPERLIVE』。
台灣亦播出該特別節目，並譯名為《MUSIC STATION新春豪華版》。日本方面播出後，由緯來日本台在每年的台灣時間1月1日（元旦）晚間六點播出，並於農曆春節期間選擇一天重播。近年因應日文標題變更，緯來日本台中文翻譯亦改為《MUSIC STATION年度超豪華盛典》。

### MUSIC STATION ULTRA FES
2015年9月23日，以纪念MUSIC STATION节目开播第三十年，朝日电视台放送10小时特别直播节目“进入第三十年！史上首次10小时特别节目 MUSIC STATION ULTRA FES”，邀请日本国内外各类风格的大牌明星、乐队、艺人、偶像组合、演奏家等共计约60组进行表演。并且与身在全球各地的音乐人连线直播。节目中还发表了“给日本人充满能量，世界所夸赞的日本歌曲BEST100”榜单。此后ULTRA FES就成为了MUSIC STATION在每年9月公休日固定的一档超长时间直播特别节目。
2016年9月19日，“30周年纪念特别节目 MUSIC STATION ULTRA FES”播出。发布了“影响日本的歌曲BEST100”榜单。
2017年9月18日，“MUSIC STATION ULTRA FES 2017”播出，发布了“振奋人心的超级歌曲BEST100”榜单。
2019年由於朝日電視台節目時段改動，未舉行ULTRA FES，但12月27日和SUPER LIVE合體為直播時間超過11小時的『MUSIC STATION ULTRA SUPERLIVE』。2020～2021年因新冠肺炎疫情擴大未舉辦，而與2019年同樣以『MUSIC STATION ULTRA SUPER LIVE』形式合辦，但直播時間縮短至6小時。

## 演出人員

### 主持人
| 時間           | 時間           | 正主持人 | 副主持人   | 助理主持人 |
| -------------- | -------------- | -------- | ---------- | ---------- |
| 1986年10月24日 | 1987年3月27日  | 關口宏   | 中原理惠   | 早見優     |
| 1987年4月3日   | 1987年12月25日 | 田森     | 中原理惠   | 松井康真   |
| 1988年1月8日   | 1990年3月23日  | 田森     | 松井康真   | 木下智佳子 |
| 1990年4月13日  | 1993年3月19日  | 田森     | 生島博     | （空缺）   |
| 1993年4月13日  | 1993年9月24日  | 田森     | 生島博     | 有賀五月   |
| 1993年10月15日 | 1996年3月22日  | 田森     | 有賀五月   | （廢止）   |
| 1996年4月5日   | 2000年3月31日  | 田森     | 下平沙耶加 | （廢止）   |
| 2000年4月14日  | 2004年3月12日  | 田森     | 武內繪美   | （廢止）   |
| 2004年4月9日   | 2008年9月12日  | 田森     | 堂真理子   | （廢止）   |
| 2008年10月3日  | 2013年9月27日  | 田森     | 竹內由惠   | （廢止）   |
| 2013年10月18日 | 2018年9月17日  | 田森     | 弘中綾香   | （廢止）   |
| 2018年10月19日 | 2022年9月23日  | 田森     | 並木萬里菜 | （廢止）   |
| 2022年10月7日  | 現任           | 田森     | 鈴木新彩   | （廢止）   |

### 旁白
現在
- Ward Sexton（嘉賓出場、單元標題、單曲名稱等，1994年4月 - ）
- 服部潤（BIRTH YEAR SONGS 解說，2005年4月1日 - ）
- 上坂堇（2017年7月28日 - ）
- 佐仓绫音（2017年8月25日 - ）

過去
- 村井每早（ - 2005年6月）
- 皆口裕子
- Yuki Rhinehart（日语：ユキ・ラインハート）（2005年7月 - 2017年7月）

## 來賓類型

### J-POP歌手
除屬傑尼斯事務所的歌手外，其他主要為愛貝克思及索尼BMG（Sony Music）的歌手都會於每星期出演。

### 演歌歌手
演歌歌手在節目播放初期經常出演但開始減少，而在1992年以後開始不演出。除了傑尼斯的關西傑尼斯8（関ジャニ∞）外、最近偶爾會有冰川清志（氷川きよし）出演，不過多以流行歌手“KIYOSHI”的身份出演。其他例如在1992年9月2日出演的堀内孝雄和桂銀淑。

### 古典音樂歌手
古典音樂歌手在本節目出演的機會非常小，而憑一首而紅的秋川雅史能於2007年4月6日的Music Station Special和同年的12月21日的Music Station Super Live演出。

### 動畫歌手
近年有少量動畫歌手在本節目出演，藍井艾露和LiSA都曾經出演過；聲優方面，椎名碧流為首位在本節目出演的聲優，18年後水樹奈奈才成為第二位出演的聲優。2015年9月23日，虛擬歌手初音未來於本節目30週年10小時特別節目出演，收視率暴增，成為一時的話題。

### 海外歌手
從1986年10月24日成龍出演以來，海外歌手樂隊例如：阿兰·达瓦卓玛（Alan）、女子十二乐坊、五月天、Kiss合唱團（KISS）、快嘴約翰（Scatman John）、（Aerosmith）、藍尼·克羅維茲（Lenny Kravitz]）、瑪麗亞·凱莉（Mariah Carey）、希拉里·达夫（Hilary Duff）、艾薇兒·拉維尼（Avril Lavigne）、後街男孩（Backstreet Boys）、史提夫·汪達（Stevie Wonder）、U2、Greenday、嗆辣紅椒（Red Hot Chili Peppers）、魔力紅（Maroon 5）、黑眼豆豆（The Black Eyed Peas）、Lady Gaga（Lady Gaga）、（Leona Lewis）、诺拉·琼斯（Norah Jones）、碧昂絲·諾利斯（Beyoncé）等亦曾經出演。至2011年3月為止，出演最多次數的海外歌手是艾薇兒·拉維尼，次數達6次。

### 傑尼斯事務所歌手
傑尼斯事務所的歌手每週也會出演。但是在1997年11月14日播出的節目，DA PUMP在緊接直播播出前決定出演，以至於KinKi Kids的演出被取消。
另外，其他小傑尼斯也會出演，把同屬傑尼斯事務所的前輩的樂曲以組曲形成表演（基本上都是當晚第一組表演者或沒有訪問）。另一方面，Ya-Ya-yah和Kis-My-Ft.2也試過在節目內表現原創的樂曲（這跟KAT-TUN Jr.時期的演出一樣）。
此外，1988年－1992年期間，光GENJI作常規演出。但是在1993年、1994年期間，也有沒有傑尼斯藝人演出的回數。

### 演員
曾上節目的男演員例如織田裕二、福山雅治、陣内孝則、中井貴一、江口洋介、片岡鶴太郎、石原裕次郎、高橋克典、藤木直人、松平健、玉木宏、植木等等。
女演員例如中山美穗、永作博美、篠原涼子、瀨戶朝香、友坂理惠、廣末涼子、松隆子、觀月亞里莎、仲間由紀惠及新垣結衣等亦曾出演。
藝人方面，明石家秋刀魚與所喬治（作為三人組合跟工藤静香出演。所喬治也有單獨出演過）、隧道二人組（以野猿第份出演）、海王星（ネプチューン）、小堺一機、松嶋尚美（作為搖滾樂隊KILLERS出演）、藤井隆、鈴木紗理奈、倫敦靴子1号2号（田村淳以視覺系樂隊jealkb一員出演）等等。另外，DOWNTOWN、今田耕司、東野幸治、130R等作為エキセントリック少年ボウイオールスターズ也出演過。

### Young Guns登場的歌手

#### 2005年
- HIGH and MIGHTY COLOR『PRIDE』（2月18日）
- UNDER GRAPH（2月18日）
- YUI『feel my soul』（2月25日）
- SE7EN『光』（3月4日）
- K『over...』（3月11日）
- 湘南乃風（4月22日）
- Rie fu『I Wanna Go To A Place...』（4月29日）
- 奧田美和子（5月27日）
- DEPAPEPE『START』（6月10日）
- 椿屋四重奏『紫陽花』（6月17日）
- Def Tech『My Way』『KONOMAMA』（6月24日）
- Younha（9月2日）
- BEAT CRUSADERS『I CAN SEE CLEARLY NOW/FEEL』（9月16日）
- AAA『BLOOD on FIRE』（9月16日）
- 加藤米莉亞（11月4日）

#### 2006年
- HOME MADE 家族（1月20日）
- （1月27日）
- 安藤裕子（2月10日）
- 三枝夕夏 IN db（2月17日）
- SunSet Swish（3月17日）
- 『SAKURA』（4月21日）
- 上木彩矢（4月28日）
- 大和美姬丸（5月5日）
- 安潔拉·亞季『This Love』（6月2日）
- （6月9日）
- （8月4日）
- 『雷音』（8月18日）
- 『Astaire』（8月25日）
- 風味堂（9月1日）
- （9月8日）
- （11月17日）

#### 2007年
- 『Lovin' Life』（2月2日）
- 『Possession』（2月23日）
- （4月6日）
- 中孝介『花』（5月18日）
- Stephanie
- 『I'll be there』（6月15日）
- 松下奈緒（7月13日）
- MONKEY MAJIK（7月27日）
- RSP（8月17日）

#### 2008年
- Perfume「Baby cruising Love」（1月18日）
- 青山黛瑪 feat. SoulJa（1月25日）
- 清水翔太「HOME」（2月22日）
- Sotte Bosse（3月7日）
- 福原美穗「CHANGE」
- Base Ball Bear「changes」（5月9日）
- 「LIFE」（5月30日）
- 秦基博（6月6日）
- NICO Touches the Walls「Broken Youth」（8月15日）
- GIRL NEXT DOOR （9月5日）
- flumpool（10月17日）
- SCANDAL「DOLL」（10月24日）
- MiChi「PROMiSE」（11月7日）
- Lil'B
- 「冒険彗星」（11月28日）

#### 2009年
- monobright「アナタMAGIC」（1月16日）
- Lego big morl「Ray」
- Dew 「Thank you」
- シド「嘘」（5月1日）
- 9mm Parabellum Bullet 「Black Market Blues」（6月5日）
- May J. 「Garden」（6月19日）

#### 2016年
- La PomPon 「運命のルーレット廻して」（3月25日）

## 主題曲

### 現在
- 片頭曲：#1090 ~Million Dreams~（2016年3月25日－）
- 片尾曲：#1090 [千夢一夜]（2002年3月1日－）

（音樂：松本孝弘（B'z））

### 過去
- 節目初期：「LOVE STATION」主唱：早見優
- 節目開始－1990年3月23日：音樂：前田憲男
- 1990年4月13日－1992年3月20日：「The Desire」（原題：「DESIRE,THE＊欲望」）音樂：横關敦
- 1992年4月10日－2016年3月11日：#1090~Thousand Dreams~（片頭曲）音樂：松本孝弘（B'z）
- 1992年4月10日－2002年2月22日：（片尾曲）音樂：松本孝弘（B'z）、合唱：大黑摩季

## 记录

### 艺人出场次数记录
数据截至2021年12月
- 1　光源氏（233次）
- 2　东京小子（143次）
- 3　嵐（140次）
- 4　V6（133次）[註 1][1][2]
- 5　SMAP（129次）
- 6　近畿小子（116次）
- 7　AKB48（104次）
- 8　浜崎步（89次）
- 9　aiko（84次）
- 10　关西杰尼斯8（83次）
- 11　森高千里（81次）
- 12　GLAY（80次）
- 13　色情涂鸦（78次）
- 13　KAT-TUN（78次）
- 15　工藤静香（76次）
- 16　福山雅治（69次）
- 17　早安少女组。（67次）
- 18　安室奈美恵（65次）
- 19　近藤真彦（64次）
- 19　Hey! Say! JUMP（64次）
- 21　电音香水（61次）
- 22　生物股长（60次）
- 22　彩虹乐团（60次）
- 24　NEWS（59次）
- 25　中森明菜（55次）
- 26　可苦可乐（54次）
- 27　少年隊（53次）
- 27　放浪一族3代目J Soul Brothers（53次）
- 29　B'z（52次）
- 30　夏之管（50次）

### 播出回數記念日
| 播出日         | 節目播出回数     |
| -------------- | ---------------- |
| 1986年10月24日 | 節目播出第1集    |
| 1988年12月9日  | 節目播出第100集  |
| 1991年4月12日  | 節目播出第200集  |
| 1993年8月27日  | 節目播出第300集  |
| 1995年11月24日 | 節目播出第400集  |
| 1997年12月26日 | 節目播出第500集  |
| 2000年5月5日   | 節目播出第600集  |
| 2002年8月9日   | 節目播出第700集  |
| 2005年2月18日  | 節目播出第800集  |
| 2007年8月3日   | 節目播出第900集  |
| 2010年2月12日  | 節目播出第1000集 |

## 播出

### 日本
| 日期             | 播放分鐘 | 播放時間           |
| ---------------- | -------- | ------------------ |
| 2000年3月31日起  | 54       | 每週五 19:54~20:48 |
| 2000年10月20日起 | 54       | 每週五 20:00~20:54 |
| 2019年10月18日起 | 48       | 每週五 21:00~21:48 |

### 台灣
- 中視數位台 - 自2000年4月12日至2000年12月20日播映，加註中文名稱《哈日音樂現場》。
- 緯來日本台 - 自2002年11月1日至2013年10月20日播映，播出期間實際節目內容一般比日本方面延遲約一個月。此外，固定於每年元旦晚間以「Music Station新春豪華版」之名播出MUSIC STATION SUPER LIVE，並延續至緯來日本台停播《MUSIC STATION》後。

附註：2011年3月11日發生東日本大震災後，《MUSIC STATION》在2011年3月18日製作特別企劃。同時，緯來方面也在此時為了震災節目跟進速度，於2011年3月25日播出，此後的集數播出時間皆僅比日本晚2週，但2011年4月30日起恢復以前播出模式。
- 華視主頻 - 2014年5月4日至2014年6月8日播映。加註中文名稱《超級巨星秀》。
- 曼迪日本台 - 2014年6月17日開始於週日20:00播映，之後改為週日21:00－23:00連播兩集。

### 香港
- Animax - 僅在2007年2月至2008年6月13日間播映。

原時間：香港時間逢星期五晚上10時，星期六凌晨12時30分、下午2時、晚上9時，星期日下午1時及6時播映。
頻道所播放的為四週前的節目，並附有中文字幕，但不會播放Music Station Special。如遇停播，頻道會重播之前的集數。
- 無綫電視J2台 - 香港時間逢星期六08:30播映，同日26:35、下星期五15:05重播。頻道播映的為兩週前的節目，並提供隱蔽式繁體中文字幕。

### 中国大陆
- 中国中央电视台风云音乐频道（数位付费频道）北京时间每星期六晚上8時左右播出约半年之前的节目，日语原声，采用纬来日本台的中文字幕。其他时间该频道也会时常播出往期节目，但时间较不固定。另外，该频道播出的版本经常被观众反映，存在随意剪接的现象，并已暫停播出。[來源請求]

## 外部連結
- 朝日電視台《MUSIC STATION》官方網頁 （页面存档备份，存于）
- YouTube上的MUSIC STATION頻道
- 【Mステ】ミュージックステーション×TikTok的TikTok

## 節目的變遷
| 日本 朝日電視台 每星期五20:00-20:54 | 日本 朝日電視台 每星期五20:00-20:54 | 日本 朝日電視台 每星期五20:00-20:54 |
| ----------------------------------- | ----------------------------------- | ----------------------------------- |
|                                     | MUSIC STATION （1986年10月24日 - ） |                                     |
| —                                   | —                                   |                                     |

| 臺灣 中視數位台 | 臺灣 中視數位台                                | 臺灣 中視數位台 |
| --------------- | ---------------------------------------------- | --------------- |
|                 | 哈日音樂現場 （2000年4月12日－2000年12月20日） |                 |
| —               | —                                              |                 |

| 臺灣 緯來日本台 | 臺灣 緯來日本台                                 | 臺灣 緯來日本台 |
| --------------- | ----------------------------------------------- | --------------- |
|                 | MUSIC STATION （2002年11月1日－2013年10月20日） |                 |
| —               | —                                               |                 |

| 臺灣 華視主頻 | 臺灣 華視主頻                             | 臺灣 華視主頻 |
| ------------- | ----------------------------------------- | ------------- |
|               | 超級巨星秀 （2014年5月4日－2014年6月8日） |               |
| —             | —                                         |               |

| 香港 Animax | 香港 Animax                            | 香港 Animax |
| ----------- | -------------------------------------- | ----------- |
|             | MUSIC STATION （2007年7月－2008年6月） |             |
| —           | —                                      |             |

| 香港 無綫電視J2台 | 香港 無綫電視J2台                            | 香港 無綫電視J2台 |
| ----------------- | -------------------------------------------- | ----------------- |
|                   | MUSIC STATION （2008年7月5日－2019年7月6日） |                   |
| —                 | —                                            |                   |

| 中国 中國中央電視台風雲音樂頻道 | 中国 中國中央電視台風雲音樂頻道 | 中国 中國中央電視台風雲音樂頻道 |
| ------------------------------- | ------------------------------- | ------------------------------- |
|                                 | MUSIC STATION                   |                                 |
| —                               | —                               |                                 |